# Pauvre Mère
Pour plus de détails, voir Fiche technique et Distribution.
Pauvre Mère est un court-métrage d'Albert Capellani réalisé en 1906.

## Synopsis
Déchéance (alcoolisme et folie) d'une mère après la mort de sa fille.

## Fiche technique
- Titre : Pauvre Mère
- Réalisation : Albert Capellani
- Société de production : Pathé Frères
- Pays de production :  France
- Genre : Film dramatique
- Format : noir et blanc et en muet
- Dates de sortie : 
  - France : 26 octobre 1906
  - États-Unis : 1er décembre 1906